# Il re degli scacchi
Il re degli scacchi (Qí Wáng (棋王)) è un racconto lungo dello scrittore cinese Acheng; l'opera costituisce il primo capitolo della "Trilogia dei re".

## Trama
Durante il viaggio in treno che lo avrebbe portato in montagna, il narratore conosce un giovane istruito che lo sfida più volte nel gioco degli scacchi cinesi, lo xiangqi. Ammiratane l'abilità, lo riconosce infine per il noto Wang Yisheng, soprannominato anche il "Topo di scacchiera". Proprio sul treno il giovane scacchista racconta al narratore la propria storia: dalle umili origini e dalla precoce passione per il mondo degli scacchi, un gioco per ricchi e dunque al di là delle possibilità di Wang Yisheng, fino ai suoi vagabondaggi alla ricerca di nuovi e più abili sfidanti, che l'hanno portato - grazie agli insegnamenti di un vecchio - ad imparare i principi del tao e ad applicarli allo xiangqi.
Dopo la corsa in treno, le strade dei due giovani si dividono, ma i due si ripromettono di rivedersi presto. Così dopo settimane Wang Yisheng va a trovare il narratore alla sua brigata e lì viene presentato a Ni Bin. Quest'ultimo lo sfida a scacchi e, colpito dalla bravura dell'ospite, lo informa del torneo che si sarebbe tenuto fra qualche mese nel capoluogo vicino. Wang Yisheng promette di iscriversi e riparte.
Alla data stabilita il Ni Bin, il narratore e alcuni loro compagni si recano in città per il torneo, ma scoprono che Wang Yisheng non si è presentato ed è ormai troppo tardi per presentare nuove iscrizioni. Delusi e pronti a tornare indietro, si imbattono nel Topo di scacchiera che, ormai in ritardo, decide di aspettare la fine della competizione per sfidare in seguito il campione e i finalisti.
Vengono così convocati i più abili giocatori emersi dal torneo - cui vanno ad aggiungersi prontamente altri campioni locali cittadini - e Wang Yisheng decide di sfidarli tutti e otto in simultanea. L'impresa attira le masse cittadine e così si crea grande attesa e tensione, ma il Topo di scacchiera pare imbattibile e così, uno dopo l'altro, sconfigge tutti i suoi avversari. Sfinito, il giovane - nonostante il pareggio concesso all'ultimo sfidante - è incoronato re degli scacchi.

## Personaggi
- Il Narratore: orfano e senza più alcun familiare, accetta con entusiasmo la nuova vita rustica sulle montagne, di cui lamenta solo la mancanza di stimoli letterari e libri - per i quali nutre un profondo amore.
- Wang Yisheng: nato in una famiglia umile, ha coltivato l'interesse per gli scacchi fin dalla tenera età ed anche a costo di grandi sacrifici. Antepone la sua passione a tutto il resto e per questo suo fare incurante è stato più volte ripreso dalle forze dell'ordine o coinvolto a sua insaputa in azioni fraudolente ai danni dei suoi avversari.
- Ni Bin: originario di una famiglia agiata e da sempre grande cultrice di scacchi. La sua condizione non lo rende tuttavia insensibile al talento altrui e dimostra grande spirito di solidarietà quando poi viene il momento di aiutare il Topo di scacchiera giunto in ritardo per il torneo.

## Edizioni
- Acheng, Il re degli scacchi, traduzione di Maria RIta Masci, Milano, Theoria, 1989,  p. 90, ISBN 88-241-0163-1.